# Metachirus nudicaudatus
Metachirus nudicaudatus là một loài động vật có vú, loài duy nhất trong chi Metachirus, thuộc họ Didelphidae, bộ Didelphimorphia. Loài này được É. Geoffroy mô tả năm 1803.

## Phân loài
- Metachirus nudicaudatus colombianus
- Metachirus nudicaudatus modestus
- Metachirus nudicaudatus myosuros
- Metachirus nudicaudatus nudicaudatus
- Metachirus nudicaudatus tschudii